# Euroscaptor micrura
Euroscaptor micrura är en däggdjursart som först beskrevs av Hodgson 1841.  Euroscaptor micrura ingår i släktet Euroscaptor och familjen mullvadsdjur. IUCN kategoriserar arten globalt som livskraftig. Inga underarter finns listade.
Detta mullvadsdjur lever i östra Himalaya och angränsande bergstrakter (från Nepal och Assam till södra Kina). Arten når där 2750 meter över havet. Habitatet utgörs av olika slags skogar där mullvaden gräver tunnlar i lövskiktet eller i det tunna jordlagret. Individerna är aktiva på natten.
Arten blir med svans 12 till 12,7 cm lång. Den har svartaktig päls med inslag av silvergrå. Fötterna och svansen har en rosa till vit färg.
Individerna skapar inga mullvadshögar. De springer ofta på markytan från ett gömställe till ett annat.